# Trogon clathratus
El surucuá de cola bordada, trogón colirrayado, trogón colibarrado o trogón ojiblanco (Trogon clathratus) es una especie de ave de la familia  Trogonidae.

## Distribución y hábitat
Se encuentra en Costa Rica, Nicaragua y Panamá. Su hábitat natural son los húmedos bosques de las tierras bajas. 